# Lawrence Hills
Lawrence Hills är en kulle i Antarktis. Den ligger i Östantarktis. Australien gör anspråk på området. Toppen på Lawrence Hills är 282 meter över havet.
Terrängen runt Lawrence Hills är kuperad söderut, men norrut är den platt. Terrängen runt Lawrence Hills sluttar norrut. Trakten är obefolkad. Det finns inga samhällen i närheten. 